# Valon Fazliu
Valon Fazliu (Dielsdorf, 2 februari 1996) is een Zwitsers voetballer die als middenvelder voor FC Lugano speelt.

## Clubcarrière
Fazliu maakte zijn debuut bij  Grashoppers op 19 februari 2019 in de met 1-0 verloren wedstrijd tegen FC Sion. Hierna werd hij verhuurd naar Rapperswil-Jona. In juli 2018 tekende hij een contract tot 2022 bij FC Lugano.

## Privé
Fazliu is geboren in Zwitserland, maar is deels Kosovaars en beschikt over een Servisch paspoort.